# HD 79498 Ab
HD 79498 Ab est une planète en orbite autour de HD 79498 A, une étoile naine jaune qui est l'objet primaire du système HD 79498.
Cette exoplanète est un Jupiter froid environ un tiers plus massif que Jupiter. Elle orbite à 3,13 unités astronomiques de son étoile, une distance comparable à la ceinture d'astéroïdes (entre Mars et Jupiter) dans le système solaire.